# 29 East 32nd Street
El 29 East 32nd Street también conocido como Old Grolier Club  es un edificio histórico del Club Grolier ubicado en Nueva York, Nueva York. El 29 East 32nd Street se encuentra inscrito  en el Registro Nacional de Lugares Históricos desde el 23 de abril de 1980. Charles W. Romeyn fue el arquitecto del 29 East 32nd Street.

## Ubicación
El 29 East 32nd Street se encuentra dentro del condado de Nueva York.